# Hosur, Parasgad
Hosur là một làng thuộc tehsil Parasgad, huyện Belgaum, bang Karnataka, Ấn Độ.